# Micragone lichenodes
Micragone lichenodes är en fjärilsart som beskrevs av Holland 1893. Micragone lichenodes ingår i släktet Micragone och familjen påfågelsspinnare. Inga underarter finns listade i Catalogue of Life.

## Bildgalleri

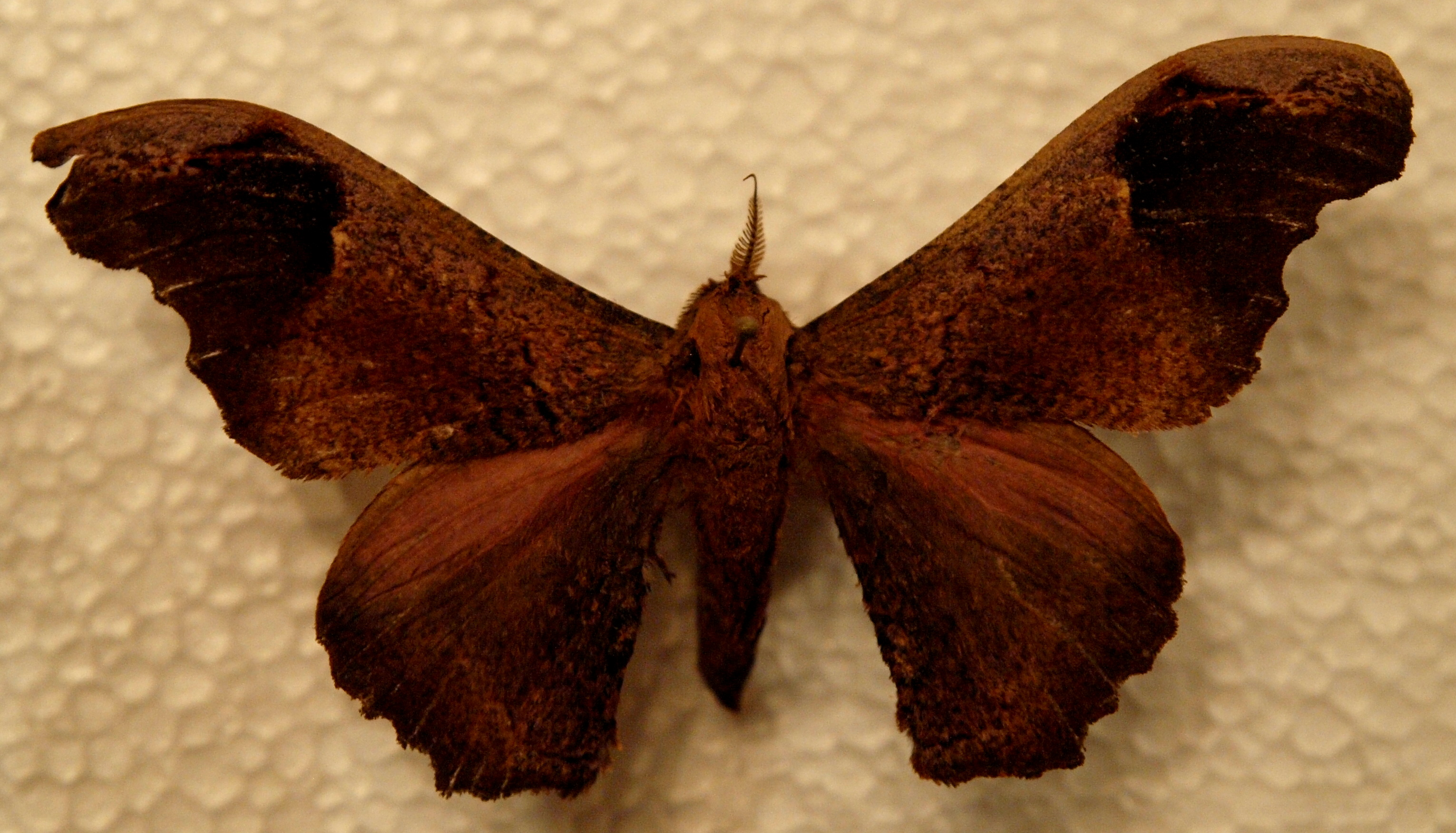